# Bray-en-Val
Bray-en-Val är en kommun i departementet Loiret i regionen Centre-Val de Loire strax norr Frankrikes mitt. Kommunen ligger i kantonen Ouzouer-sur-Loire som tillhör arrondissementet Orléans. År 2018 hade Bray-en-Val 1 443 invånare.

## Befolkningsutveckling
Antalet invånare i kommunen Bray-en-Val
| Referens: INSEE |